# Urban Champion
Urban Champion é um jogo de luta para dois jogadores produzido pela Nintendo em 1984. Foi inspirado no título do Game & Watch de 1984, Boxing (também conhecido como Punch-Out!),  que foi o primeiro jogo de luta da Nintendo, também o primeiro e único jogo de luta em LCD.
Foi lançado nos arcades como Vs. Urban Champion em 1985.
Urban Champion foi relançado para o Nintendo e-Reader, e, posteriormente, para o Virtual Console do Wii e do Wii U.

## Recepção
As avaliações para Urban Champion no Virtual Console foram negativas. Matt Casamassina do IGN chamou Urban Champion de "o pior jogo da Nintendo de todos os tempos".